# عبدالکریم بهنیا
عبدالکریم بهنیا (زاده ۱۳۲۲، شوشتر، درگذشته ۱۴۰۳، تهران) آب‌شناس ایرانی و نویسنده کتاب سال ایران در علوم عملی در سال ۱۳۶۸ بود. وی به واسطه کتاب‌ها و تحقیقاتش در زمینه قنات به عنوان پدر علم قنات ایران شناخته می‌شود.

## دوران تحصیل و کار
عبدالکریم بهنیا کارشناسی ارشد و دکترای خود را در رشته هیدرولوژی از دانشگاه ایالتی کارولینای شمالی به ترتیب در سال‌های ۱۳۵۴ و ۱۳۵۷ خورشیدی دریافت کرد.
وی قبل از تحصیل در آمریکا کارشناسی ارشد پیوسته خود در رشته کشاورزی عمومی در سال ۱۳۴۷ از دانشگاه جندی‌شاپور اهواز دریافت کرده بود. ایشان پس از دریافت مدرک دکتری در سال ۱۳۵۷ به ایران بازگشت و در دانشگاه جندی‌شاپور (شهید چمران) اهواز مشغول به کار شد.

## آثار
کتاب قنات سازی و قنات داری در سال ۱۳۶۸ خورشیدی عنوان کتاب سال ایران در علوم عملی را به خود اختصاص داد. کتاب قنات سازی، فرهنگ تخصصی فرسایش و رسوب (انتشارات یونسکو) و راهنمای تعیین دوره بازگشت سیلاب طراحی برای کارهای مهندسی رودخانه (نشریه ۳۱۶ سازمان مدیریت و برنامه‌ریزی کشور) از دیگر تألیفات ایشان است.
عبدالکریم بهنیا تألیفاتی نیز در زمینه‌های فرهنگی و اجتماعی دارد که منتج به تقدیر از سوی وزیر فرهنگ و ارشاد اسلامی برای سال‌ها تلاش در عرصه فرهنگ و هنر شد. از جمله این تألیفات، کتاب پژوهشی در نام‌های ایرانیان معاصر است.

### کتابخانه شخصی
عبدالکریم بهنیا در سال ۱۳۹۴ کتابهای کتابخانه شخصی خود را به دانشگاه آزاد اسلامی شوشتر اهدا کرد.

## درگذشت
عبدالکریم بهنیا در ۳۰ فروردین ۱۴۰۳ در سن ۸۱ سالگی در تهران درگذشت.